# Тополь берлинский
Тополь берлинский (лат. Populus ×berolinensis) — вид лиственных деревьев из рода Тополь (Populus) семейства Ивовые (Salicaceae). Гибрид тополя лавролистного (Populus laurifolia) и тополя чёрного (Populus nigra).
В зелёном строительстве является одной из ведущих пород; вполне пригоден для разведения в лесных культурах.

## Распространение и экология
Получен в Берлинском ботаническом саду. В природе неизвестен.
Особенно быстро растёт в пойменных условиях; на суходольных почвах с глубоким уровнем грунтовых вод растет в два раза медленнее.
На богатых и влажных почвах древестой берлинского тополя в возрасте 20 лет даёт запас древесины на 1 га до 600 м³.
Легко размножается черенками, укореняемость которых достигает 100 %. Семенное размножение не изучено.

## Ботаническое описание
Дерево высотой до 25—35 м. Крона широко-пирамидальная, состоящая из относительно тонких ветвей. Нижняя часть ствола с тёмно-серой, глубоко трещиноватой корой. Побеги оливковые, сперва ребристые, позже цилиндрические.
Почки крупные, остроконические, с тёмно-бурыми верхушками, почти не клейкие. Листья яйцевидные, длиной 8—15 см, шириной 5—7 см, с длинной вершиной, сверху светло-зелёные и блестящие, снизу ещё светлее и матовые.

## Таксономия
Populus × berolinensis K.Koch, Wochenschr. Vereines Beförd. Gartenbaues Königl. Preuss. Staaten 8: 239 (1865)
Populus × berolinensis Dippel, Handbuch der Laubholzkunde 2: 210 (1892)
Вид Тополь берлинский входит в род Тополь (Populus) семейства Ивовые (Salicaceae) порядка Мальпигиецветные (Malpighiales).

### Синонимы
- Populus × jrtyschensis Chang Y.Yang, Bull. Bot. Res., Harbin 2(2): 112 (1982)
- Populus × berolinensis var. jrtyschensis (Chang Y.Yang) C.Shang, Phytotaxa 253: 176 (2016)